# لابري
لابري (بالبرتغالية: Lábrea‏) هي بلدية تقع في البرازيل في الأمازون (ولاية).[بحاجة لمصدر] يقدر عدد سكانها بـ 38,451 نسمة ومساحتها 68,508.6 كم2 .

## المناخ
يظهر الجدول التالي التغييرات المناخية على مدار السنة للابري:
| البيانات المناخية لـلابري                       | البيانات المناخية لـلابري | البيانات المناخية لـلابري | البيانات المناخية لـلابري | البيانات المناخية لـلابري | البيانات المناخية لـلابري | البيانات المناخية لـلابري | البيانات المناخية لـلابري | البيانات المناخية لـلابري | البيانات المناخية لـلابري | البيانات المناخية لـلابري | البيانات المناخية لـلابري | البيانات المناخية لـلابري | البيانات المناخية لـلابري |
| الشهر                                           | يناير                     | فبراير                    | مارس                      | أبريل                     | مايو                      | يونيو                     | يوليو                     | أغسطس                     | سبتمبر                    | أكتوبر                    | نوفمبر                    | ديسمبر                    | المعدل السنوي             |
| ----------------------------------------------- | ------------------------- | ------------------------- | ------------------------- | ------------------------- | ------------------------- | ------------------------- | ------------------------- | ------------------------- | ------------------------- | ------------------------- | ------------------------- | ------------------------- | ------------------------- |
| الدرجة القصوى °م (°ف)                           | 36.6 (97.9)               | 39.2 (102.6)              | 39.4 (102.9)              | 38.4 (101.1)              | 36.6 (97.9)               | 38.5 (101.3)              | 38.2 (100.8)              | 39.2 (102.6)              | 40.0 (104.0)              | 39.8 (103.6)              | 38.4 (101.1)              | 39.4 (102.9)              | 40.0 (104.0)              |
| متوسط درجة الحرارة الكبرى °م (°ف)               | 31.5 (88.7)               | 31.4 (88.5)               | 31.6 (88.9)               | 31.8 (89.2)               | 31.5 (88.7)               | 31.5 (88.7)               | 32.7 (90.9)               | 33.6 (92.5)               | 33.6 (92.5)               | 33.1 (91.6)               | 32.2 (90.0)               | 31.6 (88.9)               | 32.2 (90.0)               |
| المتوسط اليومي °م (°ف)                          | 26.1 (79.0)               | 26.1 (79.0)               | 26.0 (78.8)               | 26.2 (79.2)               | 25.8 (78.4)               | 25.4 (77.7)               | 25.4 (77.7)               | 26.1 (79.0)               | 26.6 (79.9)               | 26.6 (79.9)               | 26.2 (79.2)               | 26.0 (78.8)               | 26.0 (78.8)               |
| متوسط درجة الحرارة الصغرى °م (°ف)               | 21.9 (71.4)               | 21.8 (71.2)               | 22.0 (71.6)               | 21.8 (71.2)               | 21.6 (70.9)               | 20.3 (68.5)               | 19.2 (66.6)               | 20.1 (68.2)               | 21.0 (69.8)               | 21.4 (70.5)               | 21.3 (70.3)               | 21.5 (70.7)               | 21.2 (70.2)               |
| أدنى درجة حرارة °م (°ف)                         | 16.2 (61.2)               | 16.2 (61.2)               | 15.6 (60.1)               | 17.0 (62.6)               | 10.8 (51.4)               | 10.2 (50.4)               | 7.8 (46.0)                | 11.0 (51.8)               | 12.0 (53.6)               | 12.2 (54.0)               | 12.8 (55.0)               | 15.8 (60.4)               | 12.2 (54.0)               |
| الهطول مم (إنش)                                 | 314.1 (12.37)             | 315.2 (12.41)             | 357.7 (14.08)             | 273.7 (10.78)             | 147.8 (5.82)              | 46.1 (1.81)               | 32.4 (1.28)               | 72.7 (2.86)               | 112.5 (4.43)              | 198.8 (7.83)              | 243.2 (9.57)              | 291.2 (11.46)             | 2٬405٫4 (94.70)           |
| متوسط أيام هطول الأمطار (≥ 1.0 mm)              | 19                        | 18                        | 19                        | 17                        | 13                        | 6                         | 5                         | 6                         | 8                         | 11                        | 15                        | 18                        | 155                       |
| متوسط الرطوبة النسبية (%)                       | 87.6                      | 87.6                      | 87.9                      | 87.9                      | 87.7                      | 85.6                      | 82.1                      | 80.3                      | 81.1                      | 83.1                      | 85.7                      | 87.3                      | 85.3                      |
| ساعات سطوع الشمس الشهرية                        | 93.0                      | 84.6                      | 93.8                      | 102.1                     | 131.0                     | 179.7                     | 209.4                     | 177.1                     | 145.5                     | 134.1                     | 113.2                     | 94.1                      | 1٬557٫6                   |
| المصدر #1: Instituto Nacional de Meteorologia   |                           |                           |                           |                           |                           |                           |                           |                           |                           |                           |                           |                           |                           |
| المصدر #2: Meteo Climat (record highs and lows) |                           |                           |                           |                           |                           |                           |                           |                           |                           |                           |                           |                           |                           |